# Barry Coates
Barry Coates (* 10. Februar 1953 in Oakland) ist ein US-amerikanischer Fusion- und Jazzmusiker (Gitarre, Komposition).

## Leben und Wirken
Coates wuchs in San Rafael auf und erregte erstmals breitere Aufmerksamkeit, als er beim Monterey Jazz Festival mit der California All-Star High School Jazz Band unter der Leitung von Oliver Nelson auftrat. Nachdem er im Rahmen eines Vollstipendiums beim Stan Kenton Orchestra Unterricht erhalten hatte, besuchte er kurz das College of Marin, bevor er an die North Texas State University wechselte, an der er einen Bachelor-Abschluss in Musik erwarb.
Im Laufe seiner Karriere unternahm Coates Tourneen mit den Pointer Sisters, Angela Bofill, Willie Bobo, John Klemmer und Engelbert Humperdink. Als Mitglied der Band des japanischen Keyboarders und Komponisten Kitarō tourte er weltweit und war auf dessen Album Live in America (1991) zu hören.
Coates’ Musik war in Filmen wie „Dead Bang“, „Partners in Crime“ und „Fatal Attraction“ sowie in Fernsehshows wie „Two on the Town“, „Eye on Hollywood“, „Partners in Crime“, „The Weather Channel“ und „Playboy After Dark“ zu hören. Mit seiner Band Barry Coates & the Hats nahm er zwei Alben auf: Because I Love You (1983) und Move Like a Dancer (1989). Auf seinem dritten Album The Spirit Within arbeitete er u. a. mit dem Bassisten Jimmy Haslip von den Yellowjackets zusammen. Seine Kompositionen sind auf diesem Album ebenso zu hören wie von  Luis Contes (Black Forest) und den Yellowjackets (The Spin). Im Bereich des Jazz war er laut Tom Lord zwischen 1977 und 2022 an 16 Aufnahmesessions beteiligt.
Im Jahr 2003 veröffentlichte Warner Bros. die Gitarren- und Bass-Lehrbücher von Jimmy Haslip und Barry Coates mit dem Titel „Ultimate Play Along/Just Classic Jazz“.

## Diskographische Hinweise
- Nightwind: A Casual Romance (1984), mit Charles Block, Rich Eames, Steve Anderson, Jeff Hull, John Mandel
- Windsongs: A Classical Jazz Quintet (1984), mit Jean Strickland, Llew Matthews, Jack Daro, Sinclair Lott
- Move Like a Dancer (1989)
- Sleight of Hand: Sleight of Hand (1992), mit Bob Mair, John Holmes, Brad Dutz,
- Barry Coates, Jimmy Haslip, Jerry Kalaf: New Dreams (2022)
- Zinuru (2024)